# Iglesia de San Nicolás de los Campos (París)
La iglesia de San Nicolás de los Campos de París (en francés: Eglise Saint-Nicolas-des-Champs) es una destacada iglesia católica de París construida entre los siglos XII y XVII en la rue Saint-Martin, III Distrito. Es de estilo gótico flamígero. 
Fue objeto de una clasificación como monumento histórico de Francia desde el 10 de febrero de 1887.

## Historia

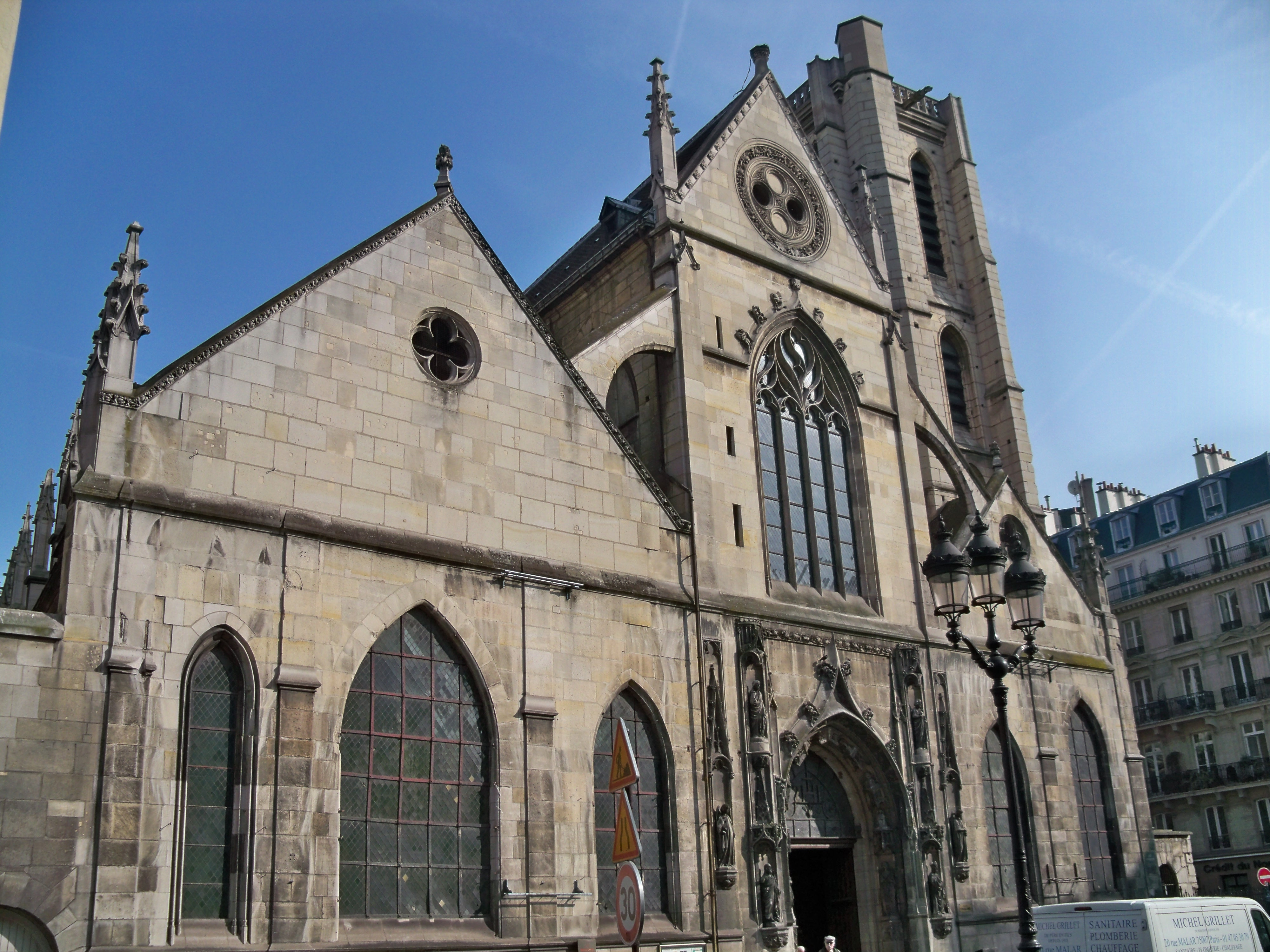
Escorzo de la fachada

En el lugar que ocupa la iglesia hubo primero una capilla dependiente del priorato de Saint Martin des Champs (ahora, Museo de Artes y Oficios). Esta capilla se convirtió en parroquia en 1184. La construcción de la iglesia data del siglo XII al XV y XVII.
Reconstruida en el siglo XV, la iglesia, de estilo gótico, alcanzó su forma actual en el siglo XVII. Al sur tiene un hermoso portal renacentista de Philibert Delorme.
Después de la Revolución, en 1793, la parroquia fue cerrada y se convirtió en « Temple de l’hymen et de la fidélité » [Templo del himen y la fidelidad]. Será devuelta al culto en 1802 y restaurada.

## Personalidades que marcaron la parroquia

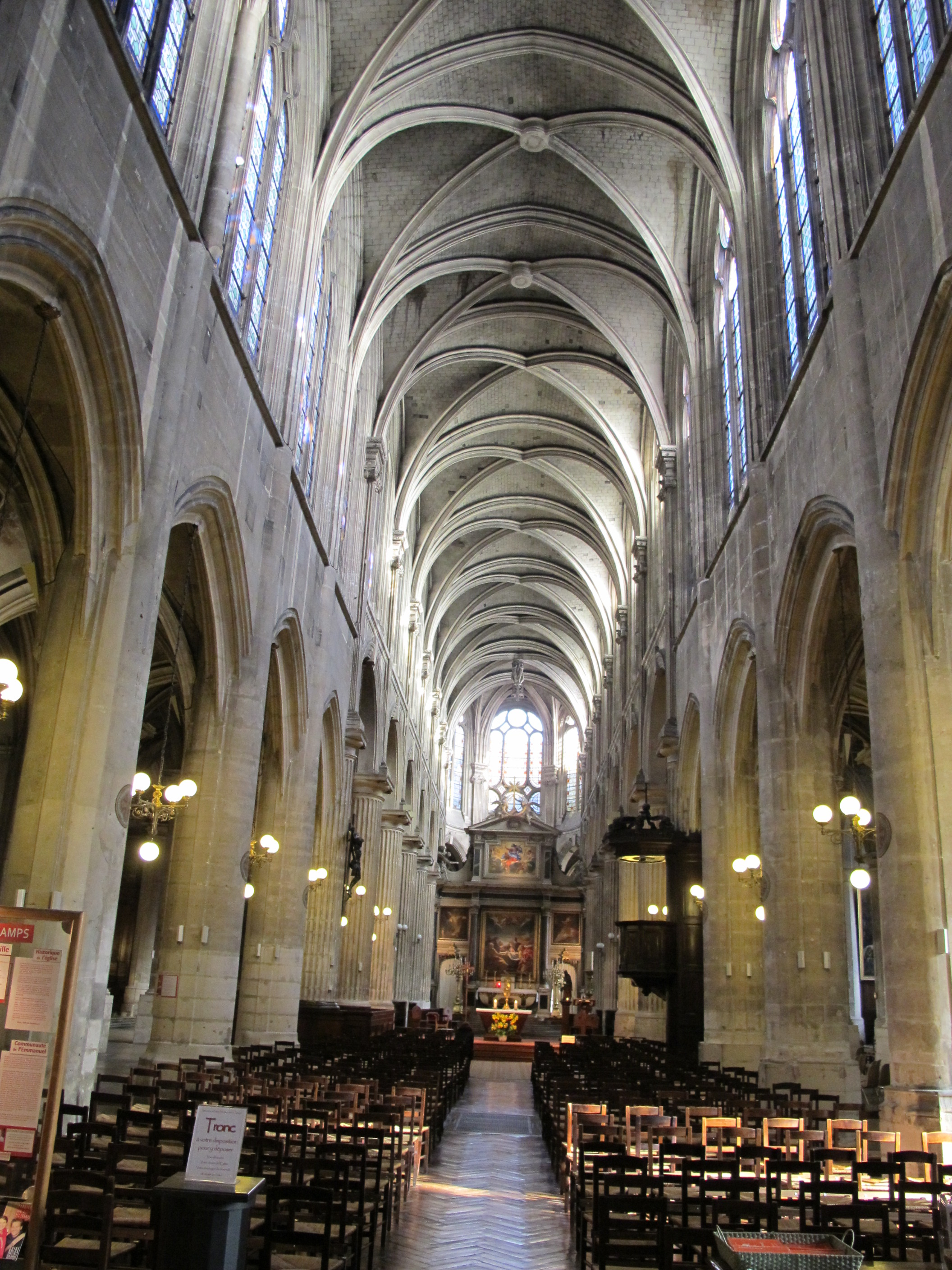
Nave interior

El día de Santo Pentecostés de 1623 santa Luisa de Marillac vivió en esta iglesia una efusión del Espíritu Santo. A raíz de esta fuerte experiencia espiritual, y como guía espiritual de San Vicente de Paul, decidió fundar la congregación de las Hijas de la Caridad.

## Los grandes órganos
Hay órganos en Saint-Nicolas-des-Champs desde 1418. El órgano de hoy data en parte de los siglos XVII,  XVIII (Clicquot) y principios del XX.
En 1834, Louis Braille, inventor del sistema de escritura táctil para ciegos, era uno de sus organistas titulares. Édouard Batiste  fue organista en 1841-1854 y Michel Chapuis desde 1954 hasta 1972. Hoy en día son François Ménissier y Vincent Genvrin quienes se ocupan de los grandes órganos.

## Obras destacadas

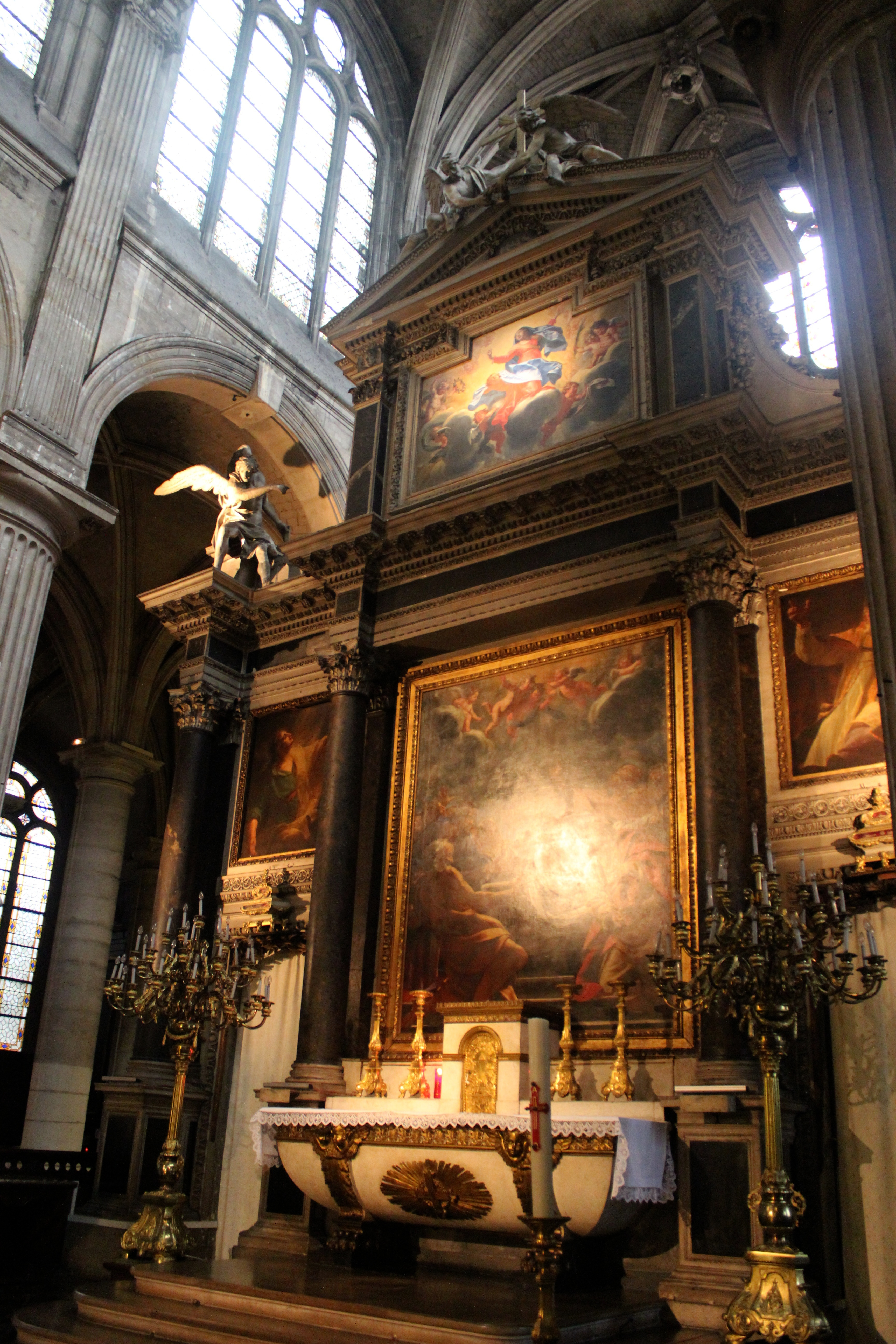
Altar mayor y su retablo con dos telas printadas por Simon Vouet en 1629: los Apóstoles en la tumba de la Virgen y la Asunción

La iglesia tiene uno de los pocos retablos monumentales del siglo XVIII todavía in situ en una iglesia de París a pesar de la agitación revolucionaria. El monumental altar mayor de mármol fue creado en 1629 por el escultor  Jacques Sarazin (1592-1670). Las pinturas Les Apôtres au tombeau de la Vierge y L'Assomption de la Vierge fueron ejecutadas por  Simon Vouet (1590–1649). Se eleva hasta 12 m de altura por encima del altar. 
La iglesia está decorada con numerosas pinturas:
- L'Ascension, de Claude Vignon (1593–1670), en la nave derecha;
- Sainte Geneviève gardant ses moutons, de Étienne Jeaurat (1699–1789), retablo de la capilla de Santa Genoveva;
- Le Baptême du Christ, de Gaudenzio Ferrari (1484–1546), in der Nikolauskapelle des Chorumgangs
- La Circoncision (Beschneidung), de Louis Finson (1580–1617), in der Reliquienkapelle des Chorumgangs
- La Vierge de la famille de Vic , de Frans Pourbus el Joven (1569–1622), en la capilla de Santa Ana;
- L'Assomption, L'Annonciation, Le Christ ressuscité apparaissant à sa mère, de Georges Lallemant (um 1575–1636), en la capilla de Santa Ana;
- La Circoncision, de Giovanni Battista Trotti (1555–1619), en la capilla del Salvador;
- La Vierge de la Pitié, de Georges Lallemant, en el pasillo del norte;
- L'Adoration des Bergers, de Noël-Nicolas Coypel (1690–1734), en la capilla de la Virgen.

Tiene una serie de pinturas sobre la vida de San Esteban realizadas en 1827 por Léon Cogniet (1794–1880), que había obtenido en 1817 el Premio de Roma.

## Animación  religiosa de la parroquia
La animación de la parroquia está confiada desde 1992 a la Comunidad del Emmanuel.
La iglesia de Saint-Nicolas-des-Champs propone una oración por aquellos que sufren, también llamada la oración por los enfermos, todos los jueves a las 18:30. Hay recogidos muchos testimonios de supuestas curaciones.
En diciembre de 2013 una película de 60 minutos titulada Nombreuses guérisons miraculeuses à Paris - Église St Nicolas des Champs  [Muchas curaciones milagrosas en París - Iglesia de San Nicolás de los Campos] fue realizada por Philippe Gibert y François-Xavier du Besset (para Media Investigation). Esta película está disponible en línea de forma gratuita en el sitio de la Saint-Nicolas-des-Champs, en el sitio Media Investigation y en YouTube, donde ha sido vista más de 150.000 veces (hasta agosto de 2015). Otra película de 52 minutos titulada Guérisons miraculeuses à Saint-Nicolas-des-Champs [Curaciones milagrosas en Saint-Nicolas-des-Champs] (realización: Philippe Gibert y François-Xavier du Besset, producción: François-Xavier du Besset) fue transmitida por la cadena KTO el 11 de junio de 2014 y el 24 de agosto de 2015. Un DVD distribuido por SAJE y titulado Dieu guérit au cœur de Paris - Témoignages de la prière des malades à Saint-Nicolas-des-Champs (2014)  [Dios sana el corazón de París - Evidencias de la oración por los enfermos en Saint-Nicolas-des-Champs] muestra las dos versiones. También se puede obtener en el sitio del realizador (www.media-investigation.com).

## Acceso
Puede accederse a la iglesia por las estaciones de metro Réaumur - Sébastopol et Arts et Métiers. También lo es por las líneas de bus RATP 38, 47 y 20.

## Galería de imágenes

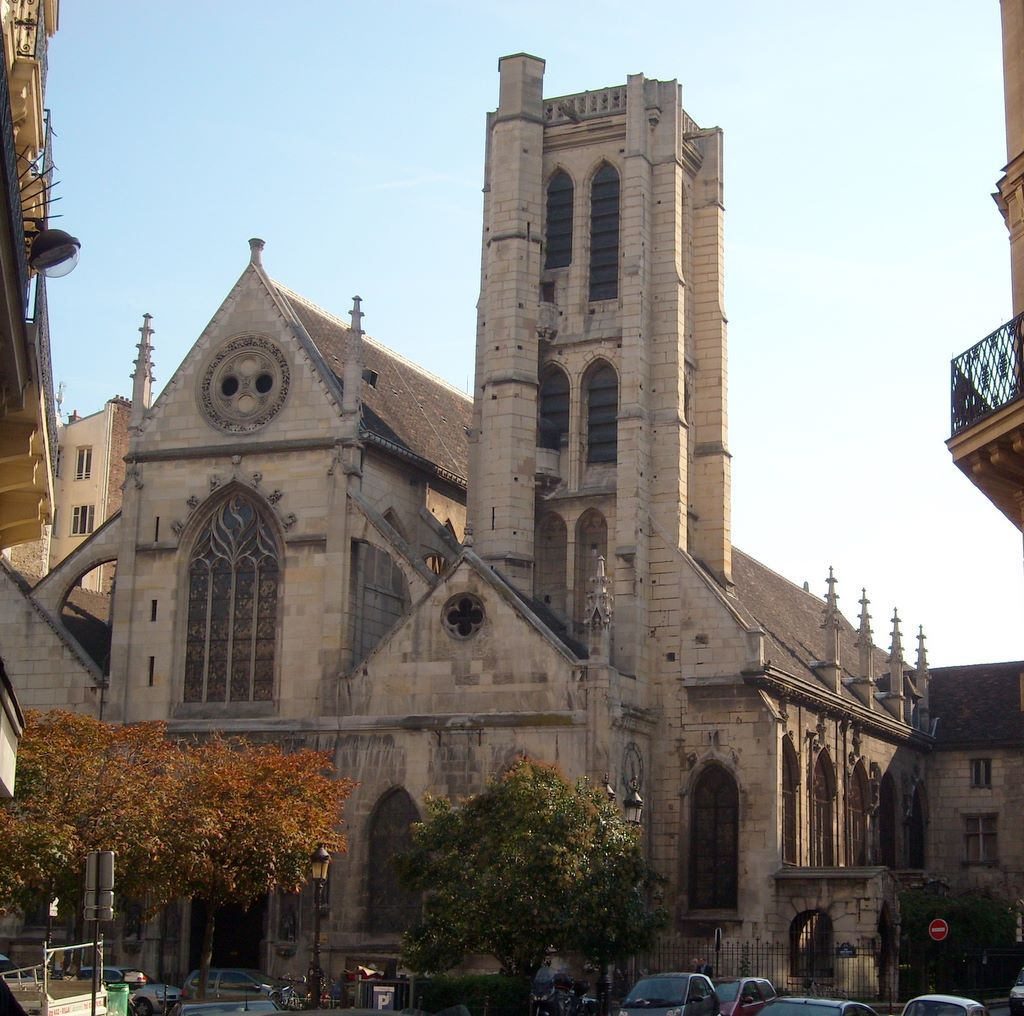
Fachada
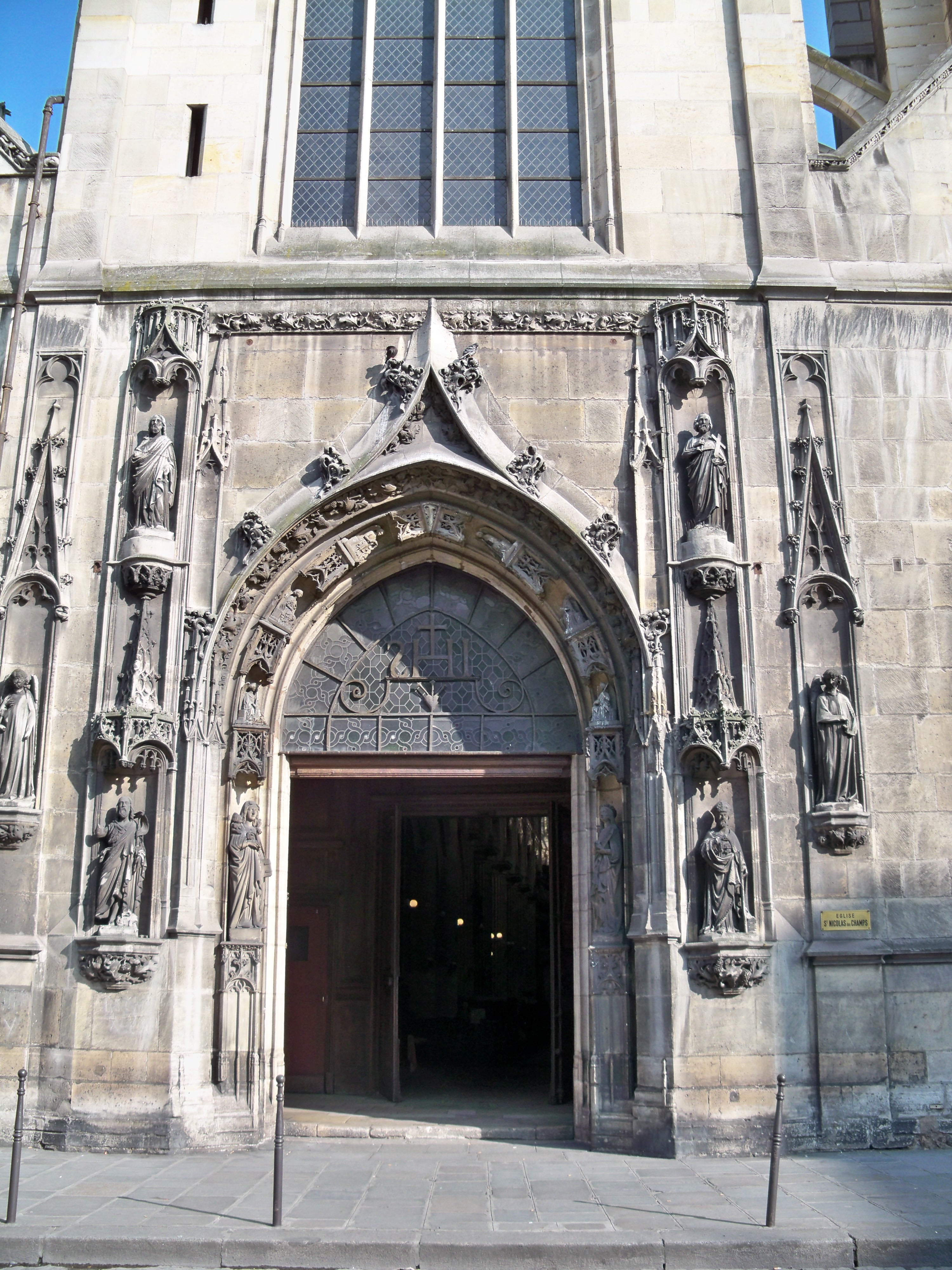
Detalle portal
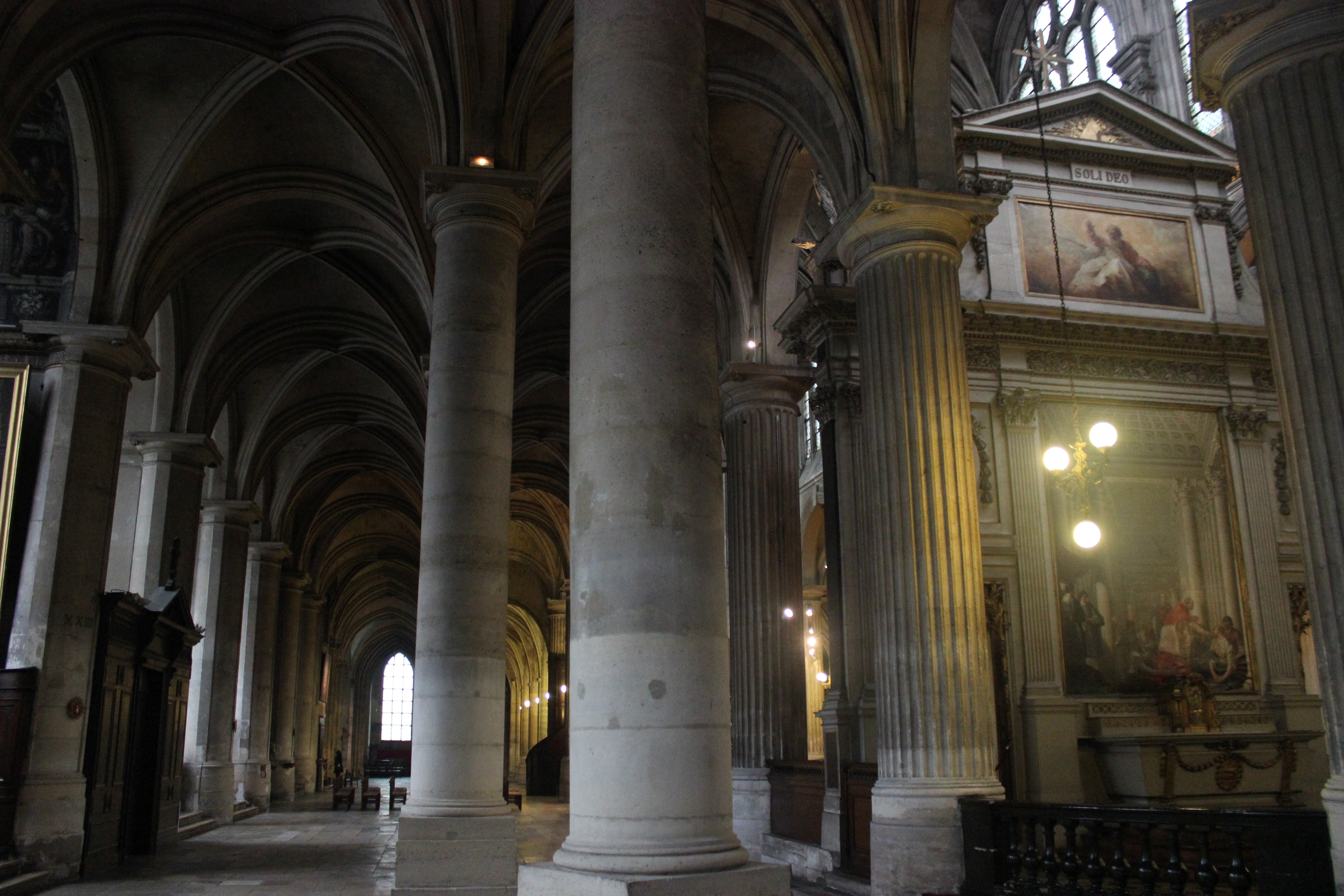
Deambulatorio interior
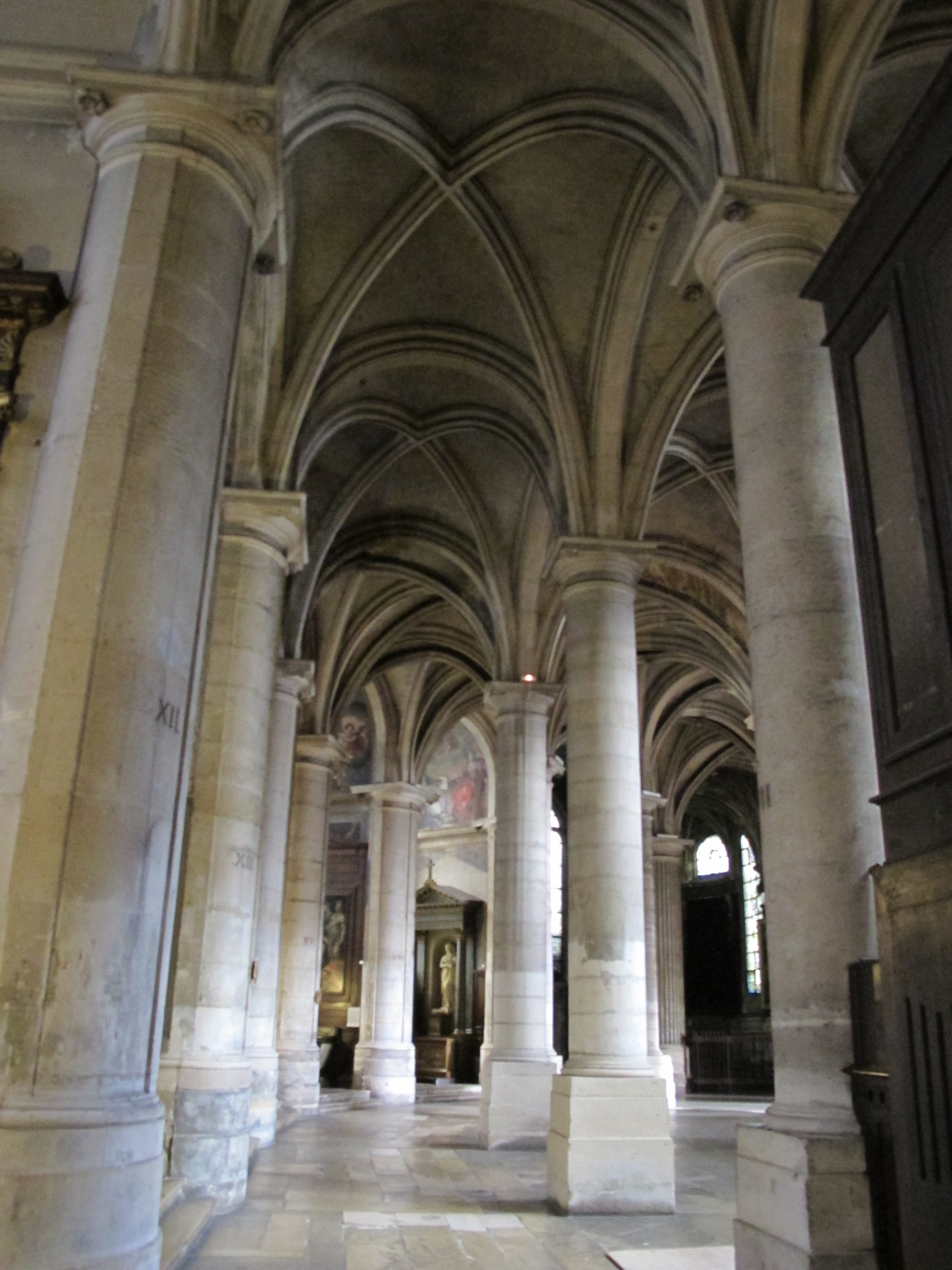
Interior
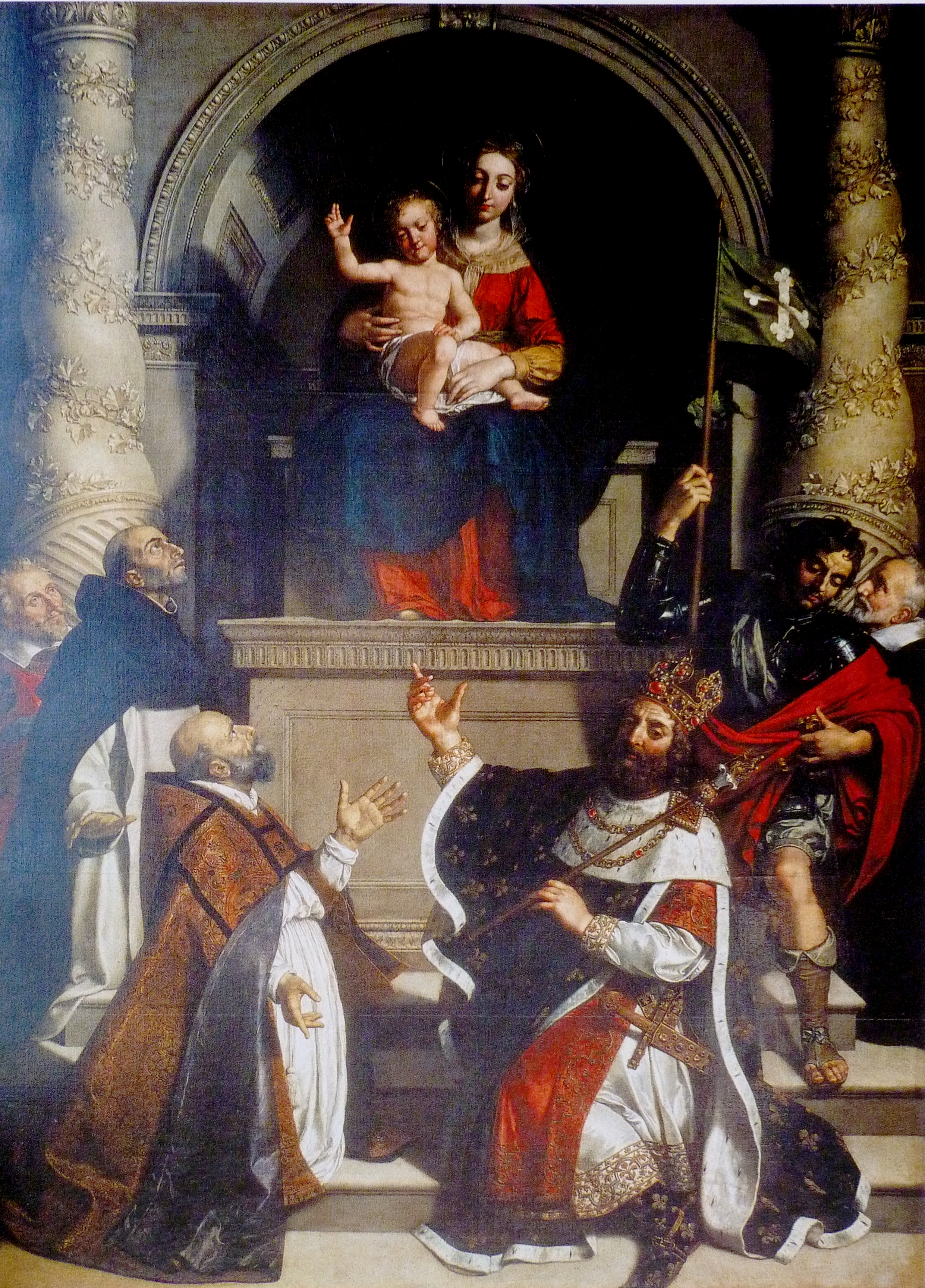
La Madone de Vic